# Afton (Wyoming)
Afton és una població del Comtat de Lincoln (Wyoming) als Estats Units d'Amèrica.

## Demografia
Segons el cens dels Estats Units del 2000 tenia 1.818 habitants, 651 habitatges, i 475 famílies. La densitat de població era de 204,6 habitants/km².
Dels 651 habitatges en un 38,2% hi vivien nens de menys de 18 anys, en un 62,5% hi vivien parelles casades, en un 7,7% dones solteres, i en un 26,9% no eren unitats familiars. En el 24,1% dels habitatges hi vivien persones soles el 9,2% de les quals corresponia a persones de 65 anys o més que vivien soles. El nombre mitjà de persones vivint en cada habitatge era de 2,76 i el nombre mitjà de persones que vivien en cada família era de 3,32.
Per edats la població es repartia de la següent manera: un 32,3% tenia menys de 18 anys, un 9,7% entre 18 i 24, un 23,6% entre 25 i 44, un 20,5% de 45 a 60 i un 13,9% 65 anys o més.
L'edat mediana era de 33 anys. Per cada 100 dones de 18 o més anys hi havia 88,7 homes.
La renda mediana per habitatge era de 37.292 $ i la renda mediana per família de 43.400 $. Els homes tenien una renda mediana de 33.472 $ mentre que les dones 20.893 $. La renda per capita de la població era de 16.177 $. Entorn del 5,5% de les famílies i el 7,6% de la població estaven per davall del llindar de pobresa.

## Poblacions properes
El següent diagrama mostra les poblacions més properes.